# Die Judenbuche (1980)

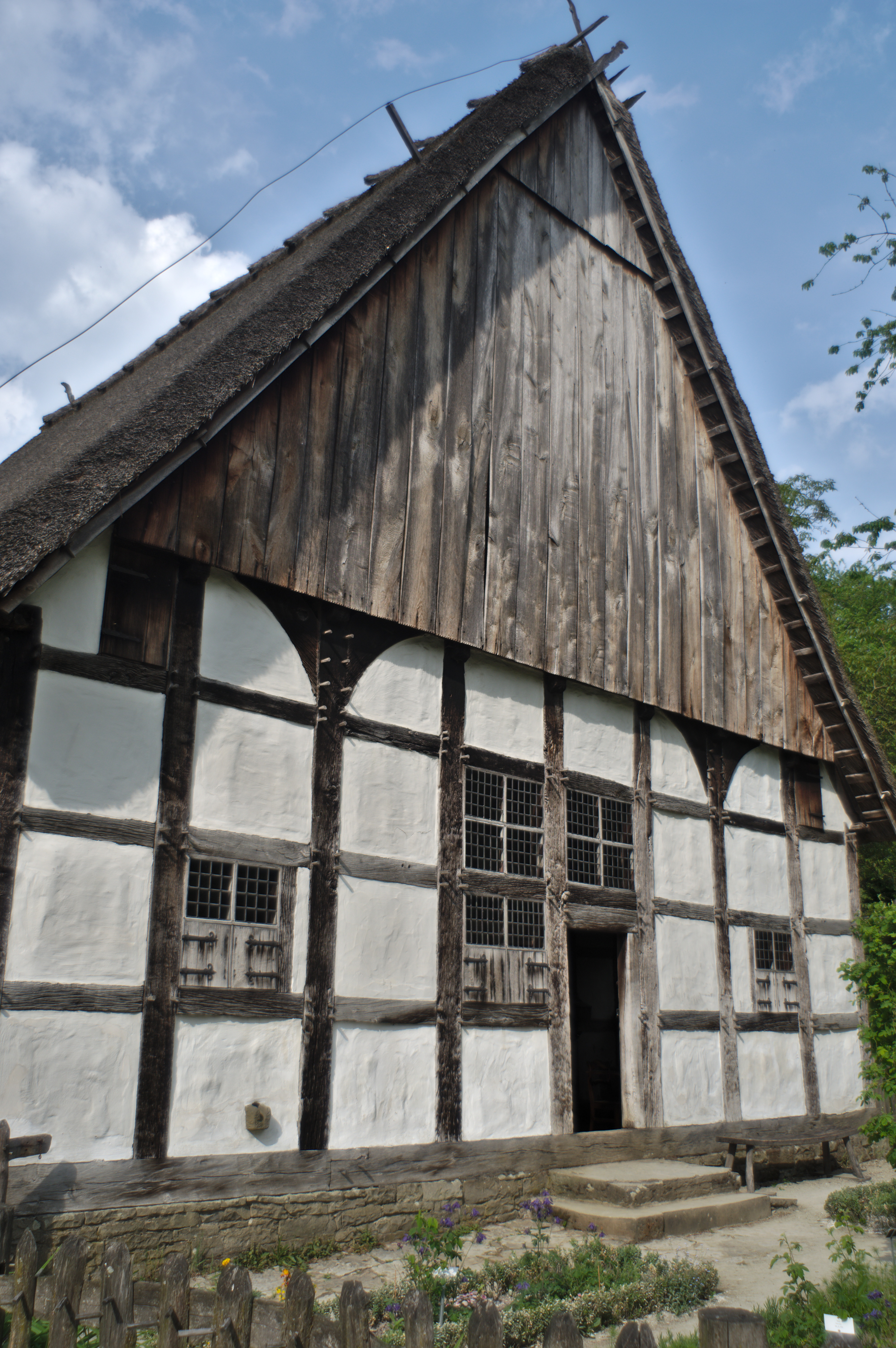
Schauplatz des Films: Der „Altenteiler“ des Lippischen Meierhofs: Das Haus Mergel

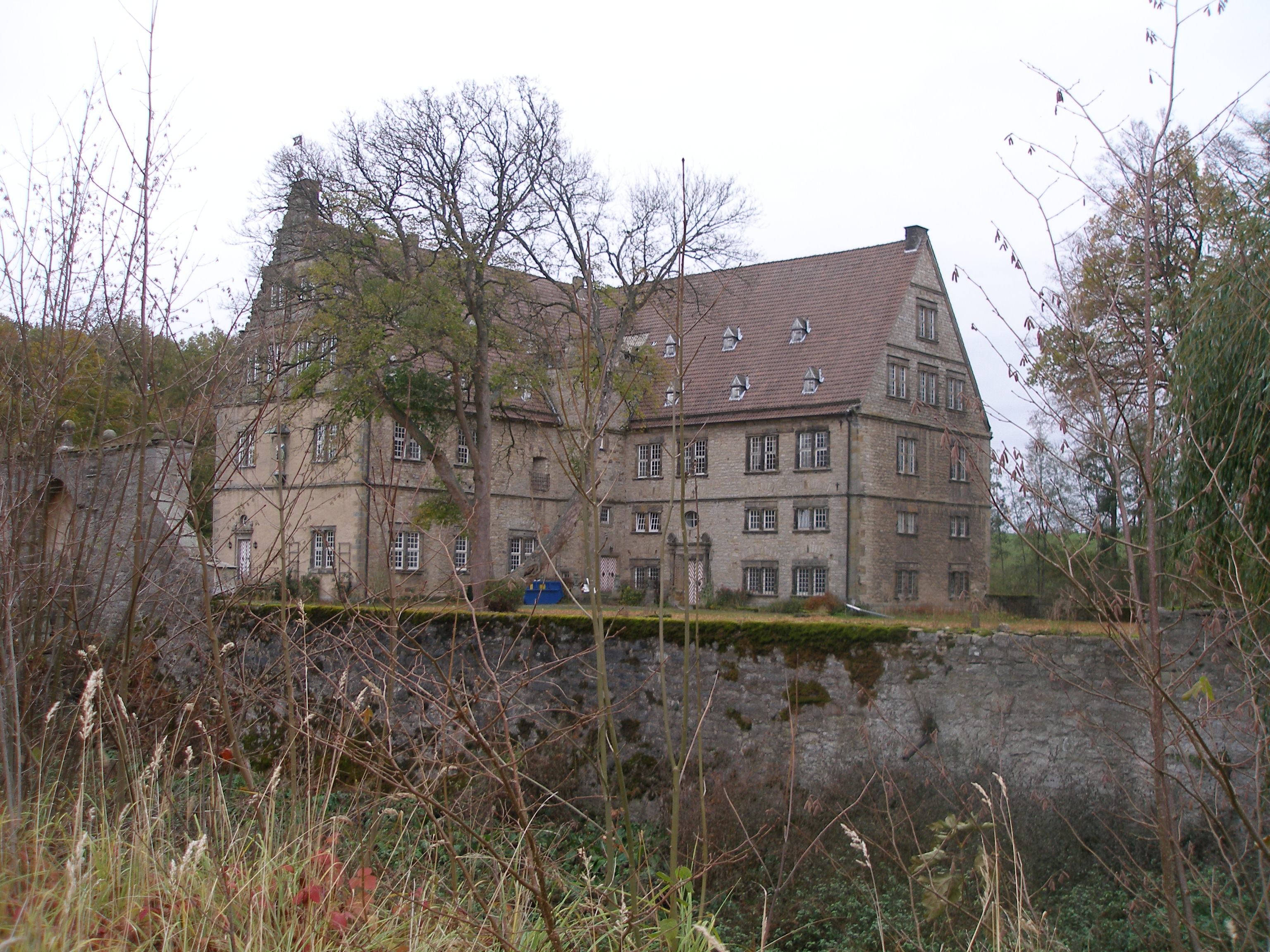
Schauplatz des Films: Schloss Thienhausen

Die Judenbuche ist ein von Rainer Horbelt für den Bayerischen Rundfunk produzierter Film aus dem Jahr 1980. Die Fernsehfassung stellt, unter Hinzufügung einer Rahmenerzählung, eine weitgehend wortgetreue filmische Umsetzung der gleichnamigen Erzählung von Annette von Droste-Hülshoff dar. Um eine möglichst authentische Wirkung zu erzielen, wurden die Filmaufnahmen im sogenannten „Paderborner Dorf“ und im „Lippischen Meierhof“ des Westfälischen Freilichtmuseums Detmold, auf Schloss Thienhausen, bei der Kilianikirche Lügde sowie in deren unmittelbarer landschaftlicher Umgebung gedreht.

## Handlung
In der Rahmenerzählung berichtet Annette von Droste-Hülshoff dem ihr befreundeten Levin Schücking bei dessen Besuch auf Rüschhaus von ihrer soeben vollendeten Erzählung Die Judenbuche und beginnt mit der Vorlesung aus dem Manuskript. Auf Nachfrage Schückings bestätigt Droste-Hülshoff die Identität des im Text als „Dorf B.“ bezeichneten Orts mit Bellersen.
Protagonist der eigentlichen Erzählung ist Friedrich Mergel, dessen Vater Hermann Mergel, ein heruntergekommener Alkoholiker, erst sehr spät Margreth Semmler geheiratet hat, dann aber bei der Rückkehr von einer auswärtigen Hochzeit in stürmischer Nacht unter einer Buche tödlich verunglückt. Friedrich, der sich seinen Lebensunterhalt als Kuhhirt verdient, wird von seinem Onkel Simon adoptiert, der ihn für seine obskuren Geschäfte benutzt. Hier freundet sich Friedrich mit dem geistig retardierten Johannes Niemand an, einem unehelichen Sohn Simons. In dieser Zeit mehren sich Holzdiebstähle durch die Bande der sogenannten Blaukittel, bei deren Verfolgung der Oberförster Brandis mit einer Axt erschlagen wird, nachdem Friedrich ihn in einen Hinterhalt geschickt hatte. Die gerichtliche Untersuchung durch den Gutsherrn, der hier, im Unterschied zur Erzählung, konkret als August von Haxthausen identifiziert ist,  bleibt erfolglos, während Friedrichs Onkel – ein offensichtliches Eingeständnis seiner Schuld – ihn von der Beichte abhält.
Auf einer Hochzeitsfeier wird der großspurig auftretende Friedrich von dem jüdischen Händler Aaron auf die Bezahlung einer ihm gelieferten Uhr angemahnt, dessen Leiche dann im Wald unter einer Buche aufgefunden wird. Zusammen mit Johannes Niemand entzieht sich Friedrich durch Flucht seiner Verhaftung. Eine Abordnung der jüdischen Gemeinde erwirbt die Buche, unter der Aaron aufgefunden wurde, und schneidet ihr die hebräische Inschrift: „Wenn du dich diesem Orte nahest, so wird es dir ergehen, wie du mir getan hast“, ein. Bei seiner Rückkehr aus türkischer Sklaverei achtundzwanzig Jahre später wird Friedrich fälschlich als Johannes Niemand erkannt und vom Gutsherrn mit Botengängen und kleineren Arbeiten betraut, bis man ihn an der „Judenbuche“ erhängt findet und anhand der bei ihm gefundenen Uhr als Friedrich Mergel identifiziert.

## Wertung
Die filmische Umsetzung erfolgte in enger Anlehnung an den Text der Literaturvorlage, wobei Stellen, die im Original bewusst offengelassen wurden, ausformuliert sind. Zugleich wurde eine Ausweitung des sozialgeschichtlichen Aspekts, etwa des Konflikts zwischen Adel und Bauernschaft im Zusammenhang der Bauernbefreiung, der sich im organisierten Holzdiebstahl äußert, oder des latenten Antisemitismus vermieden.